# Istočni senegalsko-gvinejski jezici
Istočni senegalsko-gvinejski jezici (privatni kod: esgu) jedan od pet glavnih ogranaka sjevernoatlantskih jezika, šira atlantsko-kongoanska skupina nigersko-kongoanskih jezika, koja obuhvaća (10) jezika u Senegalu, Gvineji Bisao i Gvineji. Sastoji se od podskupina banyun, nun i tenda. Predstavnici su: 
a. Banyun [bany] (3): bainouk-gunyaamolo [bcz], bainouk-gunyuño [bab], bainouk-samik [bcb].
b. Nun [nunn] (2) Gvineja Bisau: kasanga [ccj], kobiana [kcj],
c. Tenda [tend] (5) Gvineja, Gvineja Bisau, Senegal: badyara [pbp], bassari ili Oniyan [bsc], biafada [bif], budik ili bedik [tnr], wamey [cou].

## Vanjske poveznice
- Ethnologue (14th)
- Ethnologue (15th)